# كينتا هوري
كينتا هوري (باليابانية: 堀 研太) هو لاعب كرة قدم ياباني، ولد في 9 أبريل 1999 في كاناغاوا في اليابان. لعب مع يوكوهاما مارينوس.

## وصلات خارجية
- كينتا هوري على موقع رابطة كرة القدم اليابانية للمحترفين (اليابانية)
- كينتا هوري على موقع قاعدة بيانات كرة القدم.إي يو (الإنجليزية)
- كينتا هوري على موقع Soccerway.com (الإنجليزية)
- كينتا هوري على موقع عالم كرة القدم.نت (الإنجليزية)